# Nimbadus femoralis
Genre
Espèce
Nimbadus femoralis, unique représentant du genre Nimbadus, est une espèce d'opilions laniatores de la famille des Pyramidopidae.

## Distribution
Cette espèce est endémique de Côte d'Ivoire. Elle se rencontre sur le mont Nimba.

## Description
Le mâle holotype mesure 1,4 mm.

## Publication originale
- Roewer, 1953 : « Opiliones aus Französisch-Westafrika, gesammelt durch Herrn Dr. A. Villiers. » Bulletin de l'Institut Français d'Afrique Noire, vol. 15, p. 610–630.